# Metimazol
Metimazol o tiamazol, (Thyrozol ®) es el nombre de un medicamento antitiroideo del grupo de las tioamidas, indicado en el tratamiento del hipertiroidismo. En ocasiones se administra previo a la cirugía de la glándula tiroides, para minimizar los niveles de la hormona tiroidea y minimizar los efectos de la manipulación de la glándula.

## Mecanismo de acción
El metimazol inhibe la acción de la enzima tiroperoxidasa de unir el yodo a la tiroglobulina, un paso necesario en la síntesis de tiroxina. La acción ocurre a través del ligando CXCL10, una quimiocina asociada a la membrana celular de las células tiroideas humanas. No suele inhibir la acción del transportador dependiente de sodio ubicado en la membrana basal de las células foliculares. La inhibición de ese paso requiere la inhibición competitiva de aniones como perclorato y tiocianato.
El metimazol puede provocar malestar estomacal, por lo que se recomienda tomarlo con alimentos o leche.

## Efectos adversos
Dentro de los efectos adversos más comunes (entre 10-15% de los pacientes) destaca la artralgias, artritis, fiebre, dolor abdominal, vómitos, náuseas, rash o prúrito. Dentro de las reacciones más severas se encuentra la hepatotoxicidad, agranulocitosis y vasculitis (con menor frecuencia que en el caso del PTU). La Agencia Española de Medicamentos y Productos Sanitarios ha emitido una nota informativa para alertar sobre casos de pancreatitis aguda asociada al uso del medicamento tiamazol.